# Мамах, Абдул-Гафар
Абду́л-Гафа́р Мама́х (фр. Abdoul Mamah Gafar; 24 августа 1985 года, Ломе, Того) — тоголезский футболист, защитник.
В составе «Шерифа» Тирасполь стал 4-кратным чемпионом Молдавии (2005/06, 2006/07, 2007/08, 2008/09). Обладатель Кубка Молдавии 2007/08, 2008/09.
В 2010 году перешёл во владикавказскую «Аланию», став первым тоголезцем в чемпионате России. Дебютировал в чемпионате 14 марта 2010 года в матче 1-го тура против «Сатурна». Он отыграл весь матч и на 41-й минуте получил жёлтую карточку за фол на Андрее Каряке. Зимой 2011 года на правах аренды перешёл в «Дачию».
В составе сборной участвовал на Кубках африканских наций 2002 и 2006. Должен был принять участие и в 2010 году, но сборная Того отказалась от участия, из-за инцидента перед началом турнира.

## Достижения
«Шериф»
- Чемпион Молдавии (4): 2005/06, 2006/07, 2007/08, 2008/09
- Обладатель Кубка Молдавии (3): 2005/06, 2007/08, 2008/09
- Обладатель Суперкубка Молдавии: 2007
- Обладатель Кубка чемпионов Содружества: 2009

«Дачия»
- Чемпион Молдавии: 2010/11
- Серебряный призёр чемпионата Молдавии (2): 2011/12, 2012/13